# Short S.27
Lo Short S.27 e il successivo modello derivato, lo Short Improved S.27 (alle volte citato come Short-Sommer biplane), fu una serie di aerei monomotori in configurazione spingente e biplani sviluppati dall'azienda aeronautica britannica Short Brothers negli anni dieci del XX secolo.
I velivoli furono utilizzati dall'Ammiragliato del regno Unito e dalla Naval Wing (componente navale) del Royal Flying Corps come aerei da addestramento per la formazione dei primi piloti della Royal Navy, inoltre furono impiegati per i primi esperimenti di equipaggiamento per unità navali. Un Improved S.27 venne utilizzato da C.R. Samson per effettuare con successo il primo decollo da una nave in movimento il 9 maggio 1912.

## Utilizzatori
Regno Unito
- Royal Naval Air Service